# San Pietro Mussolino
San Pietro Mussolino ist eine nordostitalienische Gemeinde (comune) mit 1512 Einwohnern (Stand 31. Dezember 2023) in der Provinz Vicenza in Venetien. Die Gemeinde liegt etwa 23 Kilometer von Vicenza am Chiampo und grenzt direkt an die Provinz Verona.